# Tapacul de Mérida
El tapacul de Mérida (Scytalopus meridanus) és una espècie d'ocell de la família dels rinocríptids (Rhinocryptidae).

## Hàbitat i distribució
Habita el sotabosc dels boscos de muntanya als Andes de l'oest de Veneçuela.